# 尼德迈尔-亨蒂格探险队
尼德迈尔-亨蒂格探险队是1915年至1916年間由同盟國派往阿富汗的外交使團，其目的是鼓勵阿富汗從大英帝國獨立出去，並站在同盟國一邊參加第一次世界大戰以及進攻英屬印度。這個外交使團是印度-德國陰謀的一部分。